# اینیگو ویسنته
اینیگو ویسنته (انگلیسی: Iñigo Vicente؛ زادهٔ ۶ ژانویهٔ ۱۹۹۸) بازیکن فوتبال اهل اسپانیا است.
از باشگاه‌هایی که در آن بازی کرده‌است می‌توان به باشگاه فوتبال اتلتیک بیلبائو، باشگاه فوتبال اتلتیک بیلبائو بی، و باشگاه فوتبال میراندس اشاره کرد.
وی همچنین در تیم ملی فوتبال باسک بازی کرده‌است.